# Emilio Lora-Tamayo
Emilio Lora-Tamayo (castellà: Emilio Lora-Tamayo D'Ocon)  (Madrid, 5 de novembre de 1950 - Madrid, 29 de març de 2024) va ser un físic i catedràtic universitari espanyol, dues vegades president del Consell Superior d'Investigacions Científiques.

## Biografia
Fill de Manuel Lora-Tamayo Martín, ministre franquista d'Educació (1962-1968) i també president del Consell Superior d'Investigacions Científiques (1967-1971). Doctor en Ciències Físiques per la Universitat de Madrid, va ser investigador a l'Ècole Nationale Supérieure d'Aéronautique et de l'Espace (Tolosa de Llenguadoc), al Laboratoire d'Automatique et ses Aplications Spatiales (Tolosa) i al Laboratoire d'Electronique et de l'Informatique (Grenoble), a més de professor visitant en el Departament d'Electrical Engineering and Computer Sciences de la Universitat de Berkeley.
Va començar el seu treball abans del doctorat en el Consell Superior d'Investigacions Científiques, dedicat especialment a la microelectrònica. Va ser un dels investigadors que va treballar durant el desastre mediambiental del Prestige des del Comitè Científic Assessor. Prèviament va guanyar la plaça de Catedràtic d'Electrònica de la Universitat Autònoma de Barcelona. Va ser Vicepresident d'Investigació Científica i Tècnica del CSIC entre 1996 i 2003. En 2003 va ser nomenat President del CSIC, substituint a l'anterior president, Rolf Tarrach i Siegel. Entre 2008 i 2012 va dirigir l'Institut de Microelectrònica de Barcelona del CSIC fins al moment en què va ser nomenat novament president del CSIC. Entre la seva publicació científica es troben més de 100 articles en revistes científiques. Ha presentat, també, més de 150 comunicacions a congressos nacionals i internacionals i és coautor de 7 patents.
Va ser membre numerari de la Reial Societat Espanyola de Física i Química (1978), membre de la Reial Acadèmia de Ciències i Arts de Barcelona (2001), de la Reial Acadèmia Sant Dionís de Jerez (2003), de la Reial Acadèmia de Medicina i Cirurgia de Cadis (2005) i de la Reial Acadèmia de Ciències de Múrcia.
El novembre del 2014 va realitzar unes declaracions que van causar gran malestar a la comunitat científica espanyola, en el context de disminució d'investigadors en el CSIC i l'emigració a instituts a l'estranger, descrivint la fugida de cervells d'Espanya com una «llegenda urbana exagerada».